# Catégorie d'un tournoi
| Moyenne Elo entre | catégorie |
| ----------------- | --------- |
| 2 801 – 2 825     | 23        |
| 2 776 – 2 800     | 22        |
| 2 751 – 2 775     | 21        |
| 2 726 – 2 750     | 20        |
| 2 701 – 2 725     | 19        |
| 2 676 – 2 700     | 18        |
| 2 651 – 2 675     | 17        |
| 2 626 – 2 650     | 16        |
| 2 601 – 2 625     | 15        |
| 2 576 – 2 600     | 14        |
| … – …             | …         |
| 2 251 – 2 275     | 1         |

Aux échecs, la catégorie d'un tournoi est un indicateur de son niveau, déterminé grâce à la moyenne du classement Elo de ses participants. Ce système est utilisé pour les tournois toutes rondes aussi appelés tournois « fermés » (tournois où tous les participants se rencontrent au moins une fois) en cadence dite classique (la cadence la plus lente).
Les catégories sont attribuées selon le système de correspondance suivant (une catégorie représente une tranche de 25 points Elo) :
Seulement deux tournois ont atteint la catégorie 23 (entre 2801 et 2825 points Elo de moyenne).
Pour les tournois fermés féminins, les catégories ont des moyennes Elo 200 points inférieures, ainsi un tournoi féminin de catégorie 1 a une moyenne Elo entre 2 051 et 2 075.

## Les plus forts tournois de l'histoire moderne

### Tournois de catégorie 23 (plus de 2 800 Elo)
La plus forte catégorie jamais attribuée à un tournoi est, depuis janvier 2014, la catégorie 23.
Cette catégorie fut attribuée aux tournois suivants :
2014
- Tournoi d'échecs de Zurich (Zurich Chess Challenge), moyenne Elo de 2 800,8. Le nouveau champion du monde Magnus Carlsen remporte le tournoi classique et le classement combiné du tournoi classique et du tournoi rapide[1].
- Coupe Sinquefield à Saint-Louis (Missouri), moyenne Elo de 2 801,7, remporté par Fabiano Caruana.

### Tournois de catégorie 22 (de 2 776 à 2 800 Elo)
D'octobre 2010 à 2013, La plus forte catégorie jamais attribuée à un tournoi était la catégorie 22.
Cette catégorie fut attribuée aux tournois suivants :
2010
La finale du Grand Chelem 2010 à Bilbao (moyenne Elo de 2 789) gagnée par Vladimir Kramnik.
2011 et 2012
- Les finales du Grand Chelem à São Paulo et à Bilbao (moyenne Elo 2 788 et 2 781), remportées par Magnus Carlsen.
- Les mémoriaux Tal à Moscou (moyenne 2 776), remportés par Magnus Carlsen.

2013
- Le tournoi des candidats de Londres (moyenne 2 787), tournoi à deux tours remporté par Magnus Carlsen.
- Le Mémorial Tal à Moscou (moyenne 2 777), remporté par Boris Guelfand.
- La Coupe Sinquefield à Saint-Louis (moyenne 2794) remportée par Magnus Carlsen.

2014
- Le mémorial Vugar Gashimov à Şəmkir (moyenne 2780) remporté par Magnus Carlsen.

2015
- La Coupe Sinquefield à Saint-Louis (moyenne 2795) remporté par Levon Aronian.

2017
- Le Tournoi Norway Chess de Stavanger (moyenne 2 797) remporté par Levon Aronian.

### Tournois de catégorie 21 (de 2 751 à 2775 Elo)
La plus forte catégorie jamais attribuée à un tournoi fut de décembre 1996 jusqu'à octobre 2010, la catégorie 21. Désormais dépassée, elle demeure très rare.
Cette catégorie fut attribuée aux tournois suivants :
1996Las Palmas (moyenne Elo de 2 757), tournoi à deux tours gagné par Garry Kasparov.
1998Linares (moyenne 2 752), tournoi à deux tours remporté par Viswanathan Anand.
2000Linares (moyenne Elo 2 752), tournoi à deux tours gagné par Garry Kasparov et Vladimir Kramnik ex æquo.
2001Dortmund (moyenne 2 755), tournoi à deux tours gagné par Kramnik au départage devant Veselin Topalov.
2007Le championnat du monde 2007 à Mexico (moyenne 2 752), tournoi à deux tours remporté par Viswanathan Anand.
2008
- Linares (moyenne 2756), tournoi à deux tours remporté par Viswanathan Anand.
- La finale du Grand Chelem de Bilbao 2008 (moyenne 2 769), tournoi à deux tours remporté par Veselin Topalov[2].
- Le tournoi d'échecs de Nankin 2008 en Chine (moyenne 2 751), tournoi à deux tours remporté par Veselin Topalov.

2009
- Linares (moyenne 2 758), tournoi à deux tours remporté au départage par Aleksandr Grichtchouk devant Vassili Ivantchouk.
- Le tournoi MTel de Sofia (moyenne 2 759), remporté par Alexeï Chirov.
- Le tournoi d'échecs de Nankin en Chine (moyenne 2 765,5), tournoi à deux tours remporté par Magnus Carlsen.
- Le Mémorial Tal en Russie (moyenne 2764), remporté par Vladimir Kramnik.

2010
- Linares (moyenne 2 758), tournoi à deux tours remporté par Veselin Topalov.
- Le tournoi d'échecs de Nankin en Chine (moyenne 2 766), remporté par Magnus Carlsen.

2012
Le tournoi Chess Classic de Londres (moyenne 2 751) remporté par Magnus Carlsen.
2013
- Le grand Prix FIDE de Zoug (moyenne 2755) remporté par Veselin Topalov.
- Le tournoi Norway Chess en Norvège (moyenne 2766) remporté par Sergueï Kariakine.
- Le grand Prix FIDE de Thessalonique (moyenne 2753) remporté par Leinier Domínguez.
- Le grand Prix FIDE de Pékin (moyenne 2751) remporté par Shakhriyar Mamedyarov.
- La finale du grand chelem de Bilbao (moyenne 2762) remportée par Levon Aronian.

2014
- Le tournoi des candidats de Khanty-Mansiïsk (moyenne 2766) remporté par Viswanathan Anand.
- Le tournoi Norway Chess en Norvège (moyenne 2774), remporté par Sergueï Kariakine.